# A (латиниця)
А, a («а») — перша літера латинської абетки, використовується практично у всіх абетках на латинській основі. Походить від грецької літери Α, α (альфа) і фінікійської алеф. Найчастіше позначає голосний звук [a] і його варіанти, але іноді (наприклад, в англійській мові) і інші звуки. Часто входить до складу диграфів (найдревніший — лат. ae, пізніше перетворився у лігатуру æ) або забезпечується діакритичними знаками.

## Друкарські шрифти
Сучасна мала «а» не схожа на грецьку рукописну А. Ця модифікація великої А оформилася до IV століття.
| Готична A               | Унціальна A              | Варіант готичної A       |
| Сучасна гарнітура Roman | Сучасна гарнітура Italic | Сучасна гарнітура Script |

## Використання
В англійській мові буква A може позначати відкритий передній звук /æ/, як у слові pad, відкритий задній звук /ɑ/, як у слові father, або, за наявності букви e, дифтонг /eɪ/ (утім, вимова цього звука різниться залежно від діалекту), як у слові ace, унаслідок так званого великого зсуву голосних.
В угорській мові буква A позначає короткий задній голосний звук /ɔ/, а для позначення звука /a/ використовується варіант із діакритикою — Á.
У більшості інших мов, що використовують латинський алфавіт, буква А позначає як відкритий задній звук /ɑ/, так і відкритий середній звук /a/.
У міжнародній фонетичній транскрипції різні варіанти букви А означають різні варіанти звука «а». Наприклад, велика А означає відкритий задній звук, а мала «а» — відкритий передній звук.

## Способи кодування
В юнікоді велика A записується U+0041 , а мала a — U+0061.
Код ASCII для великої A — 65, для малої a — 97; або у двійковій системі 01000001 та 01100001, відповідно.
Код EBCDIC для великої A — 193, для малої a — 129.
NCR код HTML та XML — «&#65;» та «&#97;» для великої та малої літер відповідно.
| Фонетичний алфавіт НАТО   | Фонетичний алфавіт НАТО | код Морзе                      | код Морзе    |
| Alpha                     | Alpha                   | ·–                             | ·–           |
|                           |                         |                                | ⠁            |
| Морський прапорний сигнал | Семафорна абетка        | Американська мова жестів (ASL) | Шрифт Брайля |